# Myotis muricola
Myotis muricola (Gray, 1846) è un pipistrello della famiglia dei Vespertilionidi diffuso nell'Ecozona orientale.

## Descrizione

### Dimensioni
Pipistrello di piccole dimensioni, con la lunghezza della testa e del corpo tra 34,7 e 48 mm, la lunghezza dell'avambraccio tra 32,3 e 36,4 mm, la lunghezza della coda tra 30,9 e 41,3 mm, la lunghezza del piede tra 4 e 7 mm, la lunghezza delle orecchie tra 10,3 e 12,7 mm e un peso fino a 5,1 g.

### Aspetto
La pelliccia è densa e soffice. Le parti dorsali variano dal marrone al grigio, con la base dei peli nera, mentre le parti ventrali sono marroni chiare con la base scura. Le orecchie sono moderatamente lunghe e appuntite. Il trago è sottile, lungo la metà del padiglione auricolare, curvato in avanti e smussato. Le membrane alari sono attaccate posteriormente alla base delle dita dei piedi, i quali sono piccoli. La coda è lunga ed è inclusa completamente nell'ampio uropatagio. Il calcar è lungo e con un piccolo lobo all'estremità. Il canino superiore è molto più lungo del primo premolare superiore. Il cariotipo è 2n=44 FNa=50-52.

### Ecolocazione
Emette ultrasuoni a basso ciclo di lavoro con impulsi di breve durata e forte intensità a frequenza iniziale di 115 kHz e finale a 47 kHz.

## Biologia

### Comportamento
Si rifugia singolarmente o in piccoli gruppi all'interno di grandi foglie arrotolate di alberi come il banano, e talvolta anche nelle grotte e nelle cavità degli alberi. Il volo è veloce e solitamente l'attività predatoria inizia molto presto la sera.

### Alimentazione
Si nutre di insetti catturati nel sottobosco in prossimità di corsi d'acqua.

### Riproduzione
Le femmine danno alla luce un piccolo alla volta.

## Distribuzione e habitat
Questa specie è diffusa nell'Ecozona orientale, dall'Indocina e l'Indonesia fino alle Filippine.
Vive nelle foreste primarie e secondarie, boscaglie e giardini fino a 2.700 metri di altitudine.

## Tassonomia
Sono state riconosciute 5 sottospecie:
- M.m.muricola: Vietnam, Laos, Myanmar, Thailandia, Penisola malese, isola di Hainan, Sumatra, Sipora, Pagai del nord, Giava, Bali, Lombok, Sumba, Sumbawa, Flores, Lembata, Pantar, Timor, Borneo, Bunguran;
- M.m.browni (Taylor, 1934): Sulawesi;
- M.m.herrei (Taylor, 1934): Isole Filippine: Luzon, Leyte, Maripipi, Negros, Palawan;
- M.m.niasensis (Lyon, 1916): Nias;
- M.m.patriciae (Taylor, 1934): Mindanao.

Recenti studi filogenetici hanno evidenziato che le sottospecie M.m.caliginosus, M.m.latirostris e M.m.moupinensis appartengono al genere Submyotodon.

## Conservazione
La IUCN Red List, considerato il vasto areale, la popolazione presumibilmente numerosa, la presenza in diverse aree protette e la tolleranza alle modifiche ambientali, classifica M.muricola come specie a rischio minimo (Least Concern)).